# Romsey (stacja kolejowa)
Romsey – stacja kolejowa w mieście Romsey w hrabstwie Hampshire na linii kolejowej Wessex Main Line. Na stacji nie zatrzymują się pociągi pośpieszne. Do stacji dochodzi linia Eastleigh to Romsey Line z Chandlers Ford.

## Ruch pasażerski
Ze stacji korzysta ok. 328 886 pasażerów rocznie (dane za rok 2021/2022). Posiada bezpośrednie połączenia z Bristolem, Bath Spa, Southampton, Chandlers Ford i Salisbury. Pociągi odjeżdżają ze stacji na każdej z linii w odstępach co najwyżej godzinnych w każdą stronę. 

## Obsługa pasażerów
Kasa biletowa, automat biletowy, przystanek autobusowy. Stacja dysponuje parkingiem samochodowym na 20 miejsc i rowerowym na 20 miejsc.